# Hiroyuki Iwaki

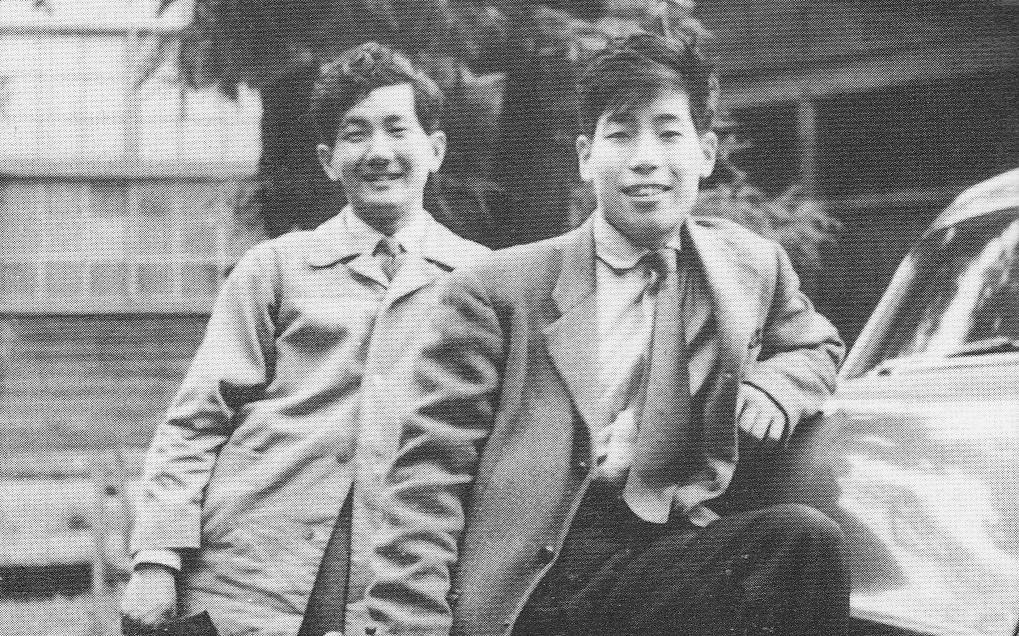
Hiroyuki Iwaki (links) samen met Naozumi Yamamoto (rechts)

Hiroyuki Iwaki (Japans: 岩城宏之, Iwaki Hiroyuki) (Tokio, 6 september 1932 - aldaar, 13 juni 2006) was een Japans dirigent en slagwerker.  
In 1956 debuteerde hij als dirigent bij het Japanse NHK Symphony Orchestra wat later werd voortgezet in een permanent gastdirigentschap. Van 1969 tot 1974 was hij tweede vaste dirigent van het Residentie Orkest in Den Haag naast Willem van Otterloo. In 1973 dirigeerde hij tijdens een tournee door Australië voor het eerst het Melbourne Symphony Orchestra (MSO). Dit resulteerde erin dat hij van 1974 tot 1989 de hoofddirigent van dit orkest werd en tweemaal met dit orkest op tournee ging in zijn vaderland. In 1980 werd hij voor zijn verdiensten door dit orkest gehuldigd.
Ook van andere instellingen ontving hij diverse onderscheidingen. Australië gaf hem een erelidmaatschap van de Order of Australia, de Monash-universiteit - de grootste universiteit van Australië - verleende hem een eredoctoraat, de Australian Broadcasting Corporation (ABC) - de Australische radio-omroep - vernoemde een radiostudio in Melbourne naar hem (het Iwaki Auditorium) en ook van Frankrijk kreeg hij een onderscheiding. Zijn eigen land bleef niet achter: in 1996 verkreeg hij een bijzondere medaille van Japan.
- Bibsys: 8001117
- Bibliothèque nationale de France: cb13895506g (data)
- CiNii: DA00365189
- Gemeinsame Normdatei: 132203626
- International Standard Name Identifier: 0000 0000 8173 0224
- Library of Congress Control Number: n81112352
- Nationale Bibliotheek van Letland: 000339417
- MusicBrainz: 3a412ae8-4967-4077-96f0-b72284f59ecb
- Bibliotheek van het Japanse parlement: 00023596
- Nationale Bibliotheek van Tsjechië: xx0170274
- Nationale bibliotheek van Australië: 36073830
- Nationale Bibliotheek van Israël: 987007431678905171
- Réseau des bibliothèques de Suisse occidentale: 02-A009107619
- Istituto Centrale per il Catalogo Unico: DDSV060003
- SNAC: w6rz1cjd
- Système universitaire de documentation: 080668445
- Trove: 1668007
- Virtual International Authority File: 108238610
- WorldCat: E39PBJqbq97V8qqdqRQMp34g8C